# Barış Akarsu
Barış Akarsu (Amasra, 1979. június 29. – Bodrum, 2007. július 4.), török rockénekes, színész. 2004-ben megnyerte az Akademi Türkiye (Török Akadémia) elnevezésű zenei tehetségkutató-versenyt, két önálló nagylemeze jelent meg, majd megkapta a Yalancı Yarim (Hazug kedvesem) című szappanopera főszerepét is. 2007 nyarán, egy gyermekek számára rendezett segélykoncertről hazafelé tartva, Bodrum mellett, egy kivilágítatlan útszakaszon autóbalesetet szenvedett és öt nappal később belehalt sérüléseibe.

## Élete és munkássága
Amasra városában született a Fekete-tenger partján. 14 éves koráig nagyanyja nevelte, kiskorától érdeklődőtt a sportok és a zene iránt. Több sportágat is űzött, többek között taekwondozott, kosárlabdázott és a helyi vitorlásklub professzionális tagja volt.
Mielőtt 2004 júliusában megnyerte az Akademi Türkiye tehetségkutató versenyt, Akarsu helyi televízió- és rádióműsorokban is fellépett, igazi hírnevet a verseny hozott számára. 2004-ben jelent meg első albuma Islak Islak (Nedvesen) címmel, melyet 2006-ban a Düşmeden Bulutlarda Koşmam Gerek (Felhők közt kell járnom, anélkül, hogy lezuhannék) követett.
Az énekesként népszerűvé vált színész első és utolsó televíziós szerepét a Yalancı Yarim (Hazug kedvesem) című komédia-sorozatban alakította, ahol egy gazdag banktulajdonos léhűtő életmódot folytató fiának, Tarıknak a szerepébe bújt. Tarıkot apja Olaszországba küldte tanulni, ám a fiú a tandíjra küldött pénzből inkább rally-versenyekre nevezett be. A mérges apa úgy dönt, a fiúnak haza kell térnie, és meg kell tanulnia a munka keservét: sofőrködnie kell egy nyafogó, elkényeztetett gazdag lánynak, akinek az apja csődbe jut. A sorozatot eredetileg csak néhány részesre tervezték, de olyan sikeres lett, hogy a producerek további évadok rendezését is tervezték. Barış Akarsu halála miatt a sorozatot félbeszakították, és levették a csatorna műsoráról.

## Halálának körülményei
2007. június 29-én Barış Akarsu és két barátja, Zeynep Koçak (az énekes-színész volt barátnője) és Nalan Kahraman egy segélykoncertről tartottak Akarsu 28. születésnapi ünnepségére Bodrumba, amikor egy kivilágítatlan útszakaszon frontálisan ütköztek egy kamionnal. A személygépkocsit az énekes volt barátnője vezette, aki Nalan Kahramannal együtt a helyszínen életét vesztette. Akarsut életveszélyes sérülésekkel szállították a bodrumi kórházba, ahol nem sokkal a megérkezése után leállt a szíve. Az énekest szívmasszázzsal újraélesztették, öt nappal később azonban belehalt sérüléseibe.
Amasra városában 2008. július 5-én, az énekes halálának első évfordulóján leplezték le a művész két és fél méter magas szobrát, melyet Tankut Öktem szobrászművész készített a város önkormányzatának megrendelésére.